# Кашина (Италия)
Ка́шина (итал. Cascina) — муниципалитет в Италии, в области Тоскана, провинция Пиза.
Кашина находится на расстоянии около 260 км на северо-запад от Рима, в 65 км на запад от Флоренции, в 10 км от Пизы.
Ежегодный фестиваль проводится в последний вторник июня. Покровитель — Santi Innocenzo e Fiorentino.
Покровителями коммуны почитаются святой Себастьян, празднование 20 января, а также святые Иннокентий и Флорентин, празднование 26 мая, или в первый вторник после последнего понедельника мая.

## Достопримечательности
Европейская гравитационная обсерватория (EGO) — интерферометр VIRGO

## Соседние коммуны
- Кальчиная
- Коллезальветти
- Креспина
- Лари
- Пиза
- Понтедера
- Викопизано